# 12137 Williefowler
A 12137 Williefowler (ideiglenes jelöléssel 4004 P-L) a Naprendszer kisbolygóövében található aszteroida. Cornelis Johannes van Houten,  Ingrid van Houten-Groeneveld és Tom Gehrels fedezte fel 1960. szeptember 24-én.